# Marburger Kunstverein

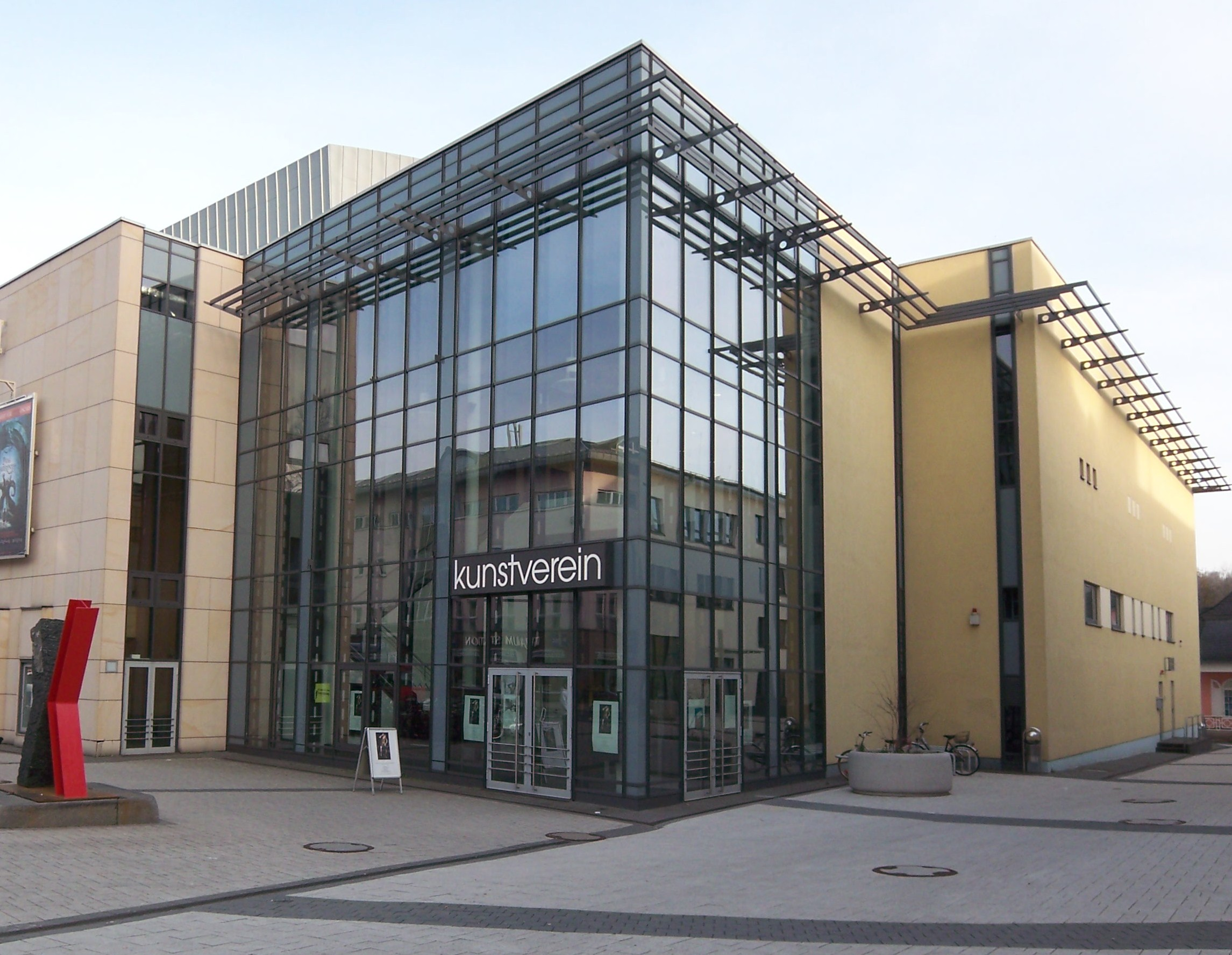
Marburger Kunsthalle

Der Marburger Kunstverein ist ein gemeinnütziger und eingetragener Verein mit Sitz in Marburg, der sich der Vermittlung zeitgenössischer Kunst widmet. Er ist Träger der Marburger Kunsthalle.

## Geschichte
Der Kunstverein wurde 1953 gegründet. Er entstand aus einem „Künstlerkreis“, in dem sich Künstler der Stadt, zum Beispiel der bekannte Maler Franz Frank, zusammengefunden hatten, um nach dem Zweiten Weltkrieg eine Plattform zur Kommunikation und einen Raum für Ausstellungen zu schaffen. Zu den Mitbegründern zählte auch der ehemalige Marburger Oberbürgermeister Eugen Siebecke, der selbst malte. Im Jahr 1958 wurde das erste Ausstellungshaus des Kunstvereins Am Markt 16 in der Marburger Oberstadt oberhalb des Rathauses eröffnet. 1978 wurde die Ausstellungsfläche um das Obergeschoss des Gebäudes erweitert. Im Jahr 2000 wurde die neue Marburger Kunsthalle des Kunstvereins am Gerhard-Jahn-Platz 5, auf dem Gelände des ehemaligen Schlachthofes, eröffnet. Im alten Gebäude Am Markt befindet sich nun das „Haus der Romantik e. V.“, das an die Zeitepoche der Romantik in Marburg erinnern soll.

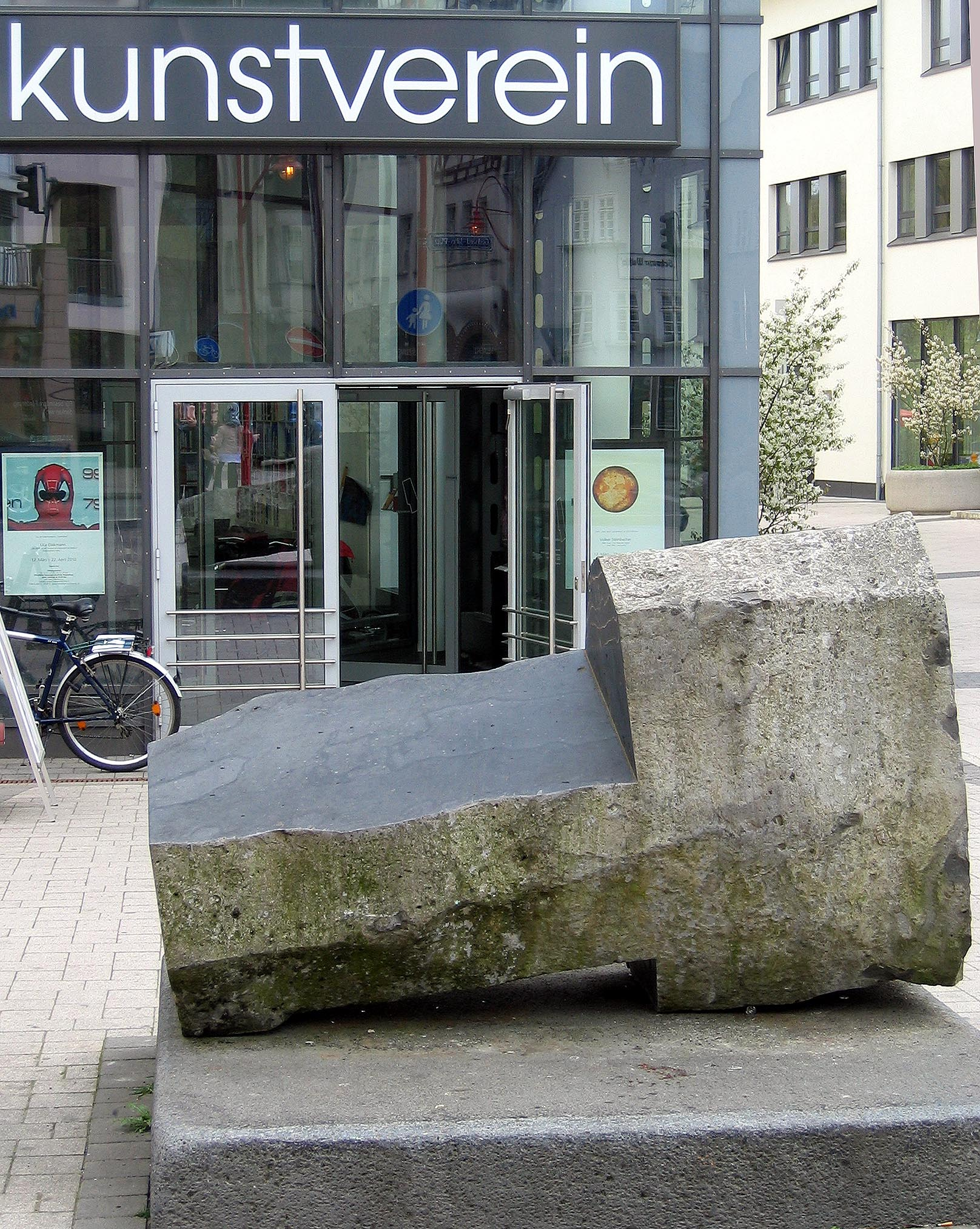
Eingang zum Kunstverein mit Basaltplastik von Georg Hüter

Der Kunstverein ist auch organisatorisch verantwortlich für die in zahlreichen Gebäuden der Kernstadt stattfindende Marburger Nacht der Kunst. Seit 2009 findet dieses zentrale Ereignis der lokalen Kunstszene nicht mehr im November, sondern im Juni statt.
Der Kunstverein hat derzeit (Stand: 2018) ca. 600 Mitglieder und veranstaltet jährlich sieben Ausstellungen.

## Die Leitung des Kunstvereins

### Der Vorstand 1953 – 1961

#### 1. Vorsitzender
Rainer Zimmermann (1953–1958), Friedrich Paul Schaefer (1958–1961)

#### 2. Vorsitzender
Friedrich Paul Schaefer (1953–1958)

#### Beisitzer
Karl Lotze (1953–1960), Erhardt Klonk (1953–1959), Hedi Huckenbeck (1953–1954), Eugen Siebecke (1953–1958), Horst Peter (1953–1954, 1960–1961), Albrecht Kippenberger (1954–1957), Hilde Eitel (1954–1959), Valentin K. Thenner (1954–1961), Best (1955–1956), Franz Schmitz (1955–1960), Senzky (1956–1957), Rainer Zimmermann (1958–1961), Ilse Wulfes (1958–1961), Grit Philippson (1958–1961), Karl Hohmann (1958–1961), Günther Spaeth (1958–1959), Martin Rudat (1959–1961)

### Der Gesamtvorstand seit 1961

#### 1. Vorsitzender
Friedrich Paul Schaefer (1961–1964), Karl Hohmann (1964–1976), Lena Kessel (1976–1982), Wolfgang Tichy (1982–1998), Gerhard Pätzold (seit 1998)

#### 2. Vorsitzender
Horst Peter (1961–1963), Erhardt Klonk (1963–1969), Valentin K. Thenner (1969–1970), Erhardt Jakobus Klonk (1970, 1978–1990, seit 1996), Dieter Liedtke (1971–1972), Horst Vaupel (1972–1974), Peter Block (1974–1975), Hanna Korflür (1975–1976), Volker Benninghoff (1976–1978), Johanna Taje (1992–1994), Stefan S. Schmidt (1994–1996)

#### Schriftführer
Lena Kessel (1961–1976), Hanna Korflür (1976–1980), Herwig Brendel (1980–2000), Lisa Graf (2000–2002), Elke Biebricher-Maus (seit 2002)

#### Kassierer
Will Heraucourt (1961–1964), Valentin K. Thenner (1964–1969), Erhardt Klonk (1969–1974), Ludwig Moog (1974–1994), Lena Wittstock (1994–2000), Ute Leckebusch (seit 2000)

## Marburger Kunsthalle
In dem 1999/2000 von der Stadt errichteten Neubau sind im Erdgeschoss eine Präsenzbibliothek sowie ein Ausstellungssaal und die Artothek untergebracht. Im Obergeschoss befinden sich die Galerie und ein weiterer großer Ausstellungssaal. Dem Kunstverein stehen in der Kunsthalle 525 m² Ausstellungsfläche zur Verfügung. Regelmäßig finden außerdem Konzerte mit experimenteller Musik statt, die unter der Leitung von Albert Kaul stehen.

## Artothek
Die Artothek wurde 1984 gegründet. Aus einer Sammlung zeitgenössischer Kunst, die etwa 800 Werke der Malerei, Grafik, Fotografie und Skulptur umfasst, können Arbeiten auf begrenzte Zeit ausgeliehen werden.
Einige bekannte Namen sind Pidder Auberger, Silvia Bächli, Stephan Balkenhol, Bernd Becher, Hilla Becher, Gerhard Birkhofer, Doris Conrads, Peter Doig, Rupprecht Geiger, Nan Goldin, Harald Häuser, Alfred Hrdlicka, Horst Janssen, Karl Korab, Thomas Lange, Wolfgang Mattheuer, Floris M. Neusüss, Wolf Pehlke, Sigmar Polke, Armin Sandig, Abderrazak Sahli, Cornelia Schleime, Thomas Schütte, Strawalde und Jerry Zeniuk.

## Ausstellungen (Auswahl)
1978
- E.O. Köpke, Bilder aus den Jahren 1973–1977
- Günther Blau, Gemälde und Zeichnungen

1979
- Peter Kalkhof, Raum und Farbe
- Otto Eglau, Farbradierungen und Aquarelle
- Horst Vaupel, Malerei, Grafik
- Dieter Raettig, Fotomontagen

1980
- Martin Dehnhard, Aquarelle
- Paul Flora, Zeichnungen und Radierungen
- Alfred Manessier, Das graphische Werk 1949–1979
- Eugen Batz, Aquarelle
- Hildegard Peter, Bilder, Plastiken
- Yasuko Onishi, Farbholzschnitte

2006
- Aris Kalaizis, Ungewisse Jagden, Malerei
- Gerhard Birkhofer, Raumbegegnungen, Malerei, Skulptur
- Bernard Schultze, Ein Blick zurück, Malerei
- Gegenwelten, informelle Malerei in der DDR
- Innere Sicherheit – Bunker-Ästhetik

2007
- Volker Stelzmann, Auffahrt-Niederfahrt, Malerei
- TOP 07, Meisterschüler der Kunstakademie Karlsruhe zeigen ihre Werke

2008
- Otto Fischer, Installation mit Bronzefiguren und Zeichnungen
- Skinscapes, Die Kunst der Körperoberfläche
- Matthäus Thoma, Tanie Krapüle, Monumentale Holzskulpturen und Zeichnungen
- Markus Willeke, one more thing before I go, Malerei

2009
- Wahnsinn!, Arbeiten aus der Lebenshilfe und der Sammlung Prinzhorn aus Heidelberg
- Wanderer, Studierende der Hochschule für Grafik und Buchkunst Leipzig zeigen ihre Werke
- Martin Liebscher, Alle für Einen, Fotografie und Fotokunst
- Ralph Fleck, großformatige Malerei
- Georg Hüter, Bildhauerei, archaische Basaltobjekte

2010
- 10 Jahre – 10 Künstler, Jubiläumsausstellung im neuen Gebäude
- UKE Diekmann / Installationen – Video und Volker Steinbacher / Collagen – Radierungen – Installation
- Thomas Bachler, Das Auge sieht mit, Fotografien, Fotogramme und Fotobücher
- Annette Schröter, Papierschnitte und Klaus Hack, Holzskulpturen
- Ydessa Hendeles-Art Foundation Toronto: Marburg! The Early Bird!
- Experimentelle16 – Gesamtschau der internationalen Biennale

2011
- SÜRVEY, Studierende der Akademie der Bildenden Künste Nürnberg
- Harm Bengen und NEL, zwei Karikaturisten, mit Willkommen in der Hölle, Übernahme aus der Caricatura in Kassel
- Mona Breede, The Silent Space, großformatige Fotomontagen
- Stephan Hasslinger, Keramische Skulpturen
- Dirk Sommer, Malerei und Zeichnung
- Hamlet Syndrom: Schädelstätten
- Slawomir Elsner, Malerei und Zeichnung

2012
- Ulrike Bolenz, Acrylglasarbeiten
- Hans Schohl, Kinetische Objekte und Holzschnitte – Himmelsmechanik und Höllenmaschine
- Johannes Grützke, Malerei, Pastelle, Zeichnungen und eine Bronzeplastik
- Kunst in Marburg mit u. a. Kathrin Brömse, Doris Conrads, Harald Häuser, Ulrich Harder, Ingrid Hermentin, Erhardt Jakobus Klonk, Eckhard Kremers, Werner Krieglstein, Clemens Mitscher, Helmi Ohlhagen, Johannes Schönert und Frederick Vidal
- Bilderfinden, 35 Jahre Sommerakademie Marburg
- Thomas Baumgärtel
- just paper

2014
- art@science. Drei Positionen der Wissenschaftsästhetik. Ulysses Belz, Ingrid Hermentin, Norbert Pümpel. Begleitbuch/Katalog

2024
- Römer + Römer, Pirates on the Playa, Malerei

## Kataloge
- Harald Kimpel (Hrsg.): art@science. Drei Positionen der Wissenschaftsästhetik. Ulysses Belz, Ingrid Hermentin, Norbert Pümpel. Marburger Kunstverein Oktober–Dezember 2014, ISBN 978-3-89445-501-9 (Begleitbuch und Katalog zur Ausstellung)
- Harald Kimpel (Hrsg.): Hamlet Syndrom. Schädelstätten. Jonas Verlag, Marburg 2011, ISBN 978-3-89445-454-8 (Katalog der gleichnamigen Ausstellung, 23. September bis 10. November 2011).
- Volker Steinbacher: kopf über – land unter. Marburger Kunstverein, Marburg 2010 (Katalog der gleichnamigen Ausstellung, 12. März bis 22. April 2010)
- UKE Diekmann: die leute in abchasien bevorzugen intarsien. Marburger Kunstverein 2010.
- Susanne Paesel (Hrsg.): 10 Jahre – 10 Künstler. Marburger Kunstverein 2010 (Katalog zum 10-jährigen Jubiläum der Kunsthalle, 15. Januar bis 4. März 2010).
- Harald Kimpel (Hrsg.): Skinscapes. Die Kunst der Körperoberfläche. Jonas-Verlag, Marburg 2008, ISBN 978-3-89445-405-0 (Katalog der gleichnamigen Ausstellung, 19. Dezember 2008 bis 5. Februar 2009).
- Nils Plath, Achim Saupe: Markus Willeke, one more thing before I go. Edition Kettler, Bönen 2008, ISBN 978-3-939825-88-3 (Katalog der gleichnamigen Ausstellung, 14. März bis 24. April 2008).
- Harald Kimpel (Hrsg.): Innere Sicherheit. Bunker-Ästhetik. Jonas-Verlag, Marburg 2006, ISBN 978-3-89445-375-6 (Katalog der gleichnamigen Ausstellung, 20. Oktober bis 7. Dezember 2006).
- Wolfgang Troschke: Malerei, Zeichnung, Graphik 1985 bis 2004. Verlag Rasch, Bramsche 2004, ISBN 3-89946-022-7 (Katalog der gleichnamigen Ausstellung, 13. Mai bis 30. Juni 2005).
- Hans Schohl: Schatten – Die Wirklichkeit ist in den Schatten aufgehoben. Marburger Kunstverein, 2002
- Joachim Pitz, Svenja Kriebel: Natur – Kunst – Naturwissenschaft. Marburger Kunstverein 2000 (Katalog der gleichnamigen Ausstellung, 24. Februar bis 8. April 2000).